# Кронбалка

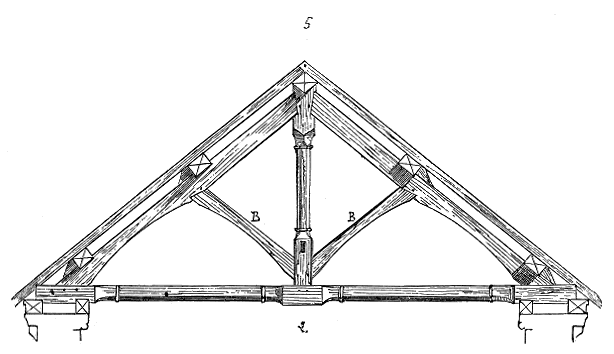
Две кронбалки обозначены буквой В

Кронбалка, или укосина, — опорная конструкция или элемент конструкции. Представляет собой брус или, реже, трубу, устанавливаемый наклонно для поддержки других элементов конструкции или выполняющий в таком виде самостоятельную функцию. Например, кран-балка. 
Часто используется как элемент конструкции кронштейна, поддерживая другой, горизонтально расположенный элемент кронштейна, иногда называемый тельфером. Нижний конец кронбалки закреплён всегда, а верхний либо закреплён, подпирая другие элементы конструкции, либо служит для размещения на нём блока со шкивом. 